# Tony Pond

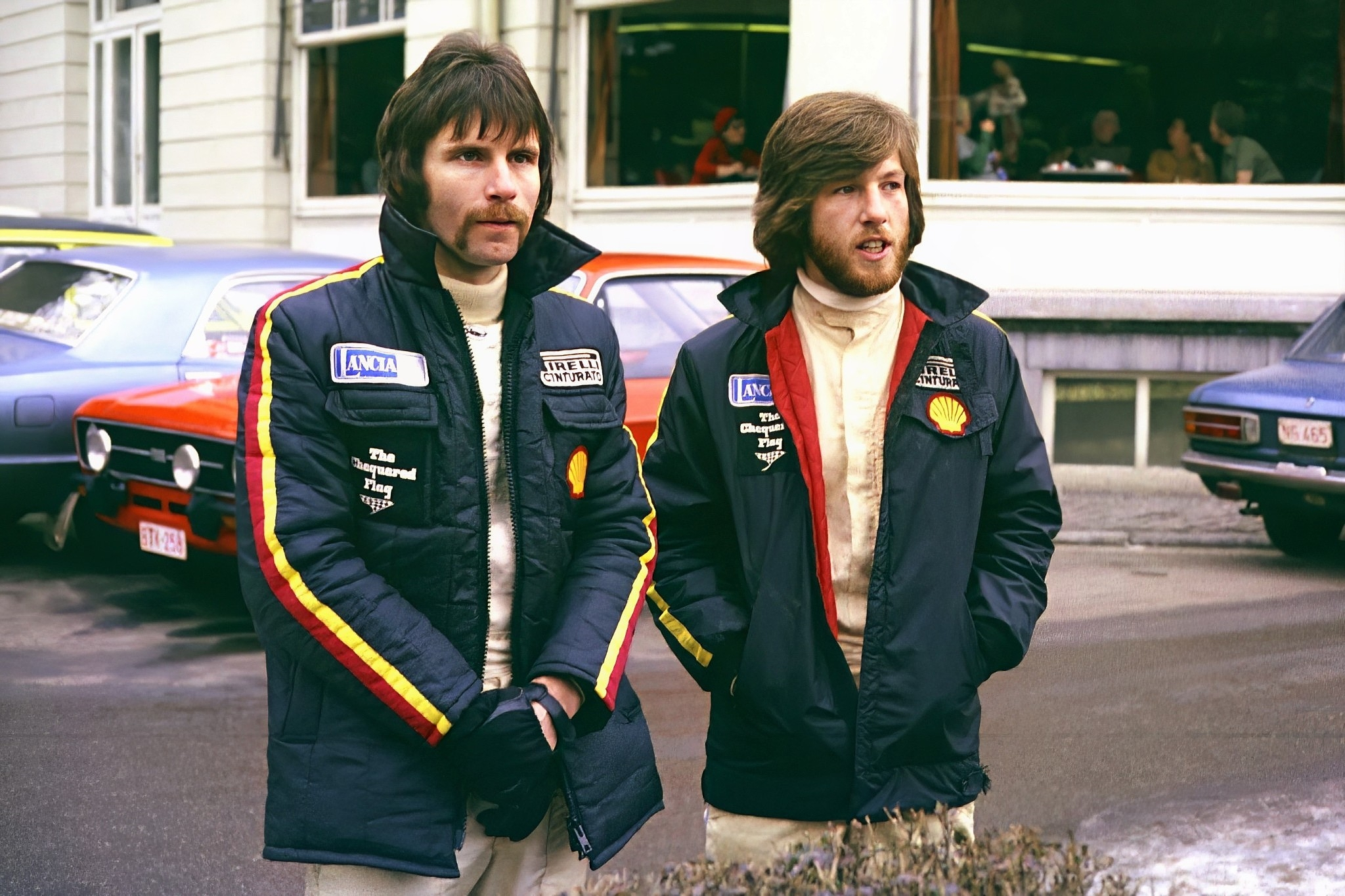
1976: Tony Pond (links) und David Richards als Lancia-Stratos-Fahrer bei der Rallye „Boucles de Spa“

Tony Pond (* 23. November 1945 in Uxbridge; † 7. Februar 2002 in London) war ein erfolgreicher englischer Rallyefahrer.

## Sportliche Karriere
Tony Pond sammelte in den frühen 1960er Jahren seine ersten Rallye-Erfahrungen bei kleineren Rallyes rund um London auf einem Mini Cooper S. Danach konnte er sich im Lotus Cortina bei der Lombard RAC Round Britain Rally unter den ersten 20 Fahrern platzieren. Weitere Erfolge waren Platzierungen unter den ersten 10 Fahrern bei der Scottish International Rally und der British Rally Championship. Die Erfolge erreichte er überwiegend mit dem Ford Escort RS1600.
Im Jahr 1973 belegte er den dritten Platz bei der Welsh International Rally. 1976 unterschrieb er einen Vertrag bei British Leyland, sein Beifahrer wurde David Richards.
Seine größten Erfolge konnte er als Werksfahrer von British Leyland auf dem Triumph Dolomite Sprint und dem TR7 V8 verzeichnen. Obwohl der TR7 V8 trotz seiner Leistung nur schlechte Bodenhaftung hatte, erwarb Pond einen Ruf als extravaganter, spektakulärer Fahrer. Mit diesem Wagen konnte er mit seinem Kopiloten Fred Gallagher 1977 die Manx Rallye gewinnen. Bis zum Jahr 1986, dem Ende der Gruppe-B-Rallye-Autos, konnte Pond noch weitere Erfolge mit dem MG Metro 6R4 erzielen. Nach 1986 war er bei Austin Rover unter anderem an der Entwicklung des MGF beteiligt und fuhr gelegentlich bei historischen Rallyes mit.
Seine bedeutendste Leistung außerhalb des Rallyesports erbrachte er 1990, als er die Isle-of-Man-TT-Strecke mit einem nahezu serienmäßigen Rover 827 Vitesse mit einer Durchschnittsgeschwindigkeit von über 100 Meilen/Stunde absolvierte. Dies war ein Rundenrekord für vierrädrige Fahrzeug, der erst 2011 gebrochen werden konnte.